# 1833 en droit
Cet article présente les faits marquants de l'année 1833 en droit.

## Événements

### Juillet
- 8 juillet : signature du traité d'Unkiar-Skelessi entre la l'Empire russe et l'empire ottoman qui prévoit notamment une alliance temporaire et une clause secrète fermant les Dardanelles à tout navire étranger si le tsar le demande.

### Août
- 23 août : abolition de l'esclavage dans l’empire britannique.
- 29 août, Royaume-Uni de Grande-Bretagne et d'Irlande : adoption du Factory Act qui limite à 48 heures hebdomadaires le travail des enfants.

### Septembre
- 19 septembre : signature de la convention de Münchengrätz entre la Russie et l’Autriche portant sur la garantie mutuelle de leurs territoires Polonais.